# Jean Le Gros
Pour l’article homonyme, voir Jean Le Gros (carme).
Jean Le Gros est un peintre français né à Paris le 3 octobre 1671, et mort au Pecq, le 27 janvier 1745, actuel département des Yvelines.

## Biographie
Fils de  Pierre Le Gros l'aîné et de Marie Lepautre Jean Le Gros fut un élève puis collaborateur de Hyacinthe Rigaud, dont il fut un aide régulier de 1694 à 1699 puis en 1706. Mais, hormis les portraits réalisés pour sa réception à l'Académie Royale de Peinture, on ne connaît de lui qu'un autre tableau de son grand-père maternel, qui ressort de l'intimité familiale.
Deux de ses frères seront également artistes : Pierre Le Gros le jeune et Simon Le Gros, musicien du roi de Pologne.
Son décès au Pecq, s'explique sans doute par les travaux de son père au château de Marly tout proche. L'acte est toujours conservé aux Archives municipales du Pecq (orthographe ancienne) :

« Le vingt huit du moy de janvier Lan mil sept cent quarante cinq a été inhumé dans le cimetière de cette paroisse le corps de jean Legros pintre de L'academie Royalle de pinture, âgé de soixante et quatorze ans, décédé le jour précédent, messe haute prières et suffrages pour le repos de son ame, présents Messire jean Charles François Legros docteur des Maison et société de Navare son neveu, jean Nicolas Duflos, ancien capitaine dans le régiment d'Averne et chevalier de l'ordre Militaire de St Louis son parent et plusieurs autres personnes qui ont signé avec nous. [signé :] Le Gros - Duflot - Caron prêtre - Cartigny - Hamel curé »

Cet acte permet donc de préciser la généalogie du peintre.
- Jean Charles François Legros (1712-1790), docteur de la Maison et Société Royale de Navarre, son neveu[5].
- Jean Nicolas Duflot, ancien capitaine dans le régiment d'Auvergne[6] et chevalier de l'ordre militaire de Saint-Louis, son parent. Il avait épousé Madeleine Anne de La Balle[7], fille de François de La Balle, notaire parisien et attitré du comte de Toulouse[8].

## Œuvres

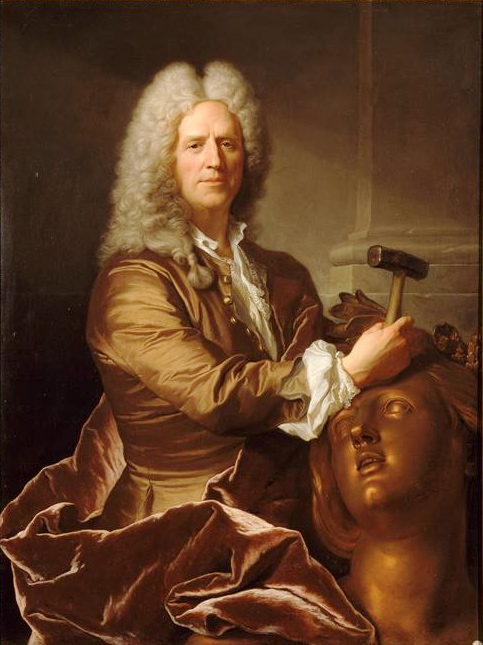
Nicolas Coustou par Jean Le Gros - Versailles

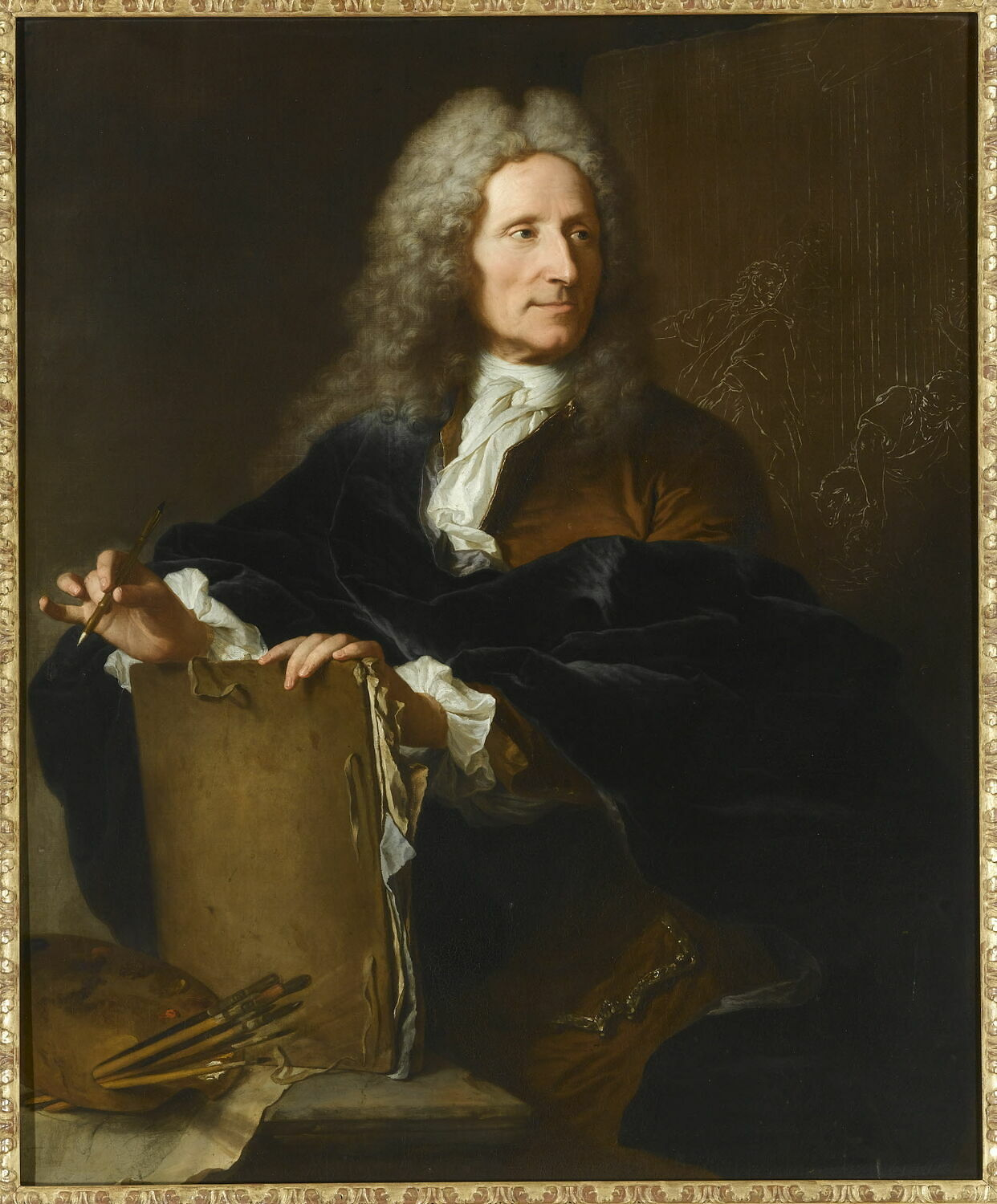
Claude Guy Hallé par Jean Le Gros - 1725 Versailles

- Portrait du sculpteur Nicolas Coustou, Morceau de réception à l'Académie de Peinture en 1725, Versailles, musée national du Château de Versailles et de Trianon.
- Portrait du peintre Claude Guy Hallé, Morceau de réception à l'Académie de Peinture en 1725, Versailles, musée national du Château de Versailles et de Trianon.
- Portrait du sculpteur Pierre Le Pautre, (grand-père de l'artiste), 1729, Paris, musée Carnavalet, don en 1949 des Amis du musée Carnavalet.